# Albert Keith Smiley
Albert Keith Smiley (* 17. März 1828 in Vassalboro, Maine, Vereinigte Staaten; † 2. Dezember 1912 in Redlands, Kalifornien) war ein US-amerikanischer Quäker, Pädagoge und Philanthrop. Er wurde unter anderem durch seinen Einsatz für die Belange der indigenen Bevölkerung in den Vereinigten Staaten bekannt.

## Leben und Wirken

### Familie
Albert Keith Smiley war der Sohn von Daniel Smiley (1796–1878) und dessen erster Ehefrau Phebe Howland Smiley (1795–1853). Er hatte einen eineiigen Zwillingsbruder Alfred Homans Smiley (1828–1903), zwei ältere Brüder Joseph Howland Smiley (1824–1908) und Edward Smiley (1826 im Alter von neun Tagen verstorben) sowie zwei jüngere Schwestern Sarah Frances Smiley (1830–1917) und Rebecca Howland Smiley (1832–1914). Aus der zweiten Ehe seines Vaters mit Dorcas Hansen Smiley (1814–1885) hatte er außerdem einen Halbbruder Daniel Smiley jun. (1855–1930).
Albert Keith Smiley heiratete 1857 Eliza Phelps Cornell (1828–1913). Sie hatten eine Tochter Annette „Nettie“ Smiley, die am 6. November 1858 geboren wurde und im Alter von viereinhalb Jahren am 20. März 1863 verstarb.
In der Familie Smiley gab es weitere Personen mit dem Namen Albert Keith Smiley. Der Halbbruder Daniel Smiley jun. hatte mit Effie Florence Smiley (1858–1951) einen Sohn Albert Keith Smiley jun. (1883–1964). Dieser hatte mit Mabel Archer Craven Smiley (1883–1972) einen Sohn Daniel Smiley (1907–1989) und einen Sohn Albert Keith Smiley (Keith Smiley; 1910–2001), der mit Ruth Smiley (1910–2004) einen Sohn Albert Keith Smiley, III (Bert Smiley; 1944–2018) hatte.

### Beruf und politisches Engagement
Albert Keith Smiley graduierte 1949 am Haverford College und arbeitete anschließend dort bis 1853 als Lehrer für englische Literatur und Chemie. 1853 gründete er mit seinem Bruder Alfred Homans in Philadelphia die „English and Classical Academy“ zur Vorbereitung von Jungen auf das College und leitete diese bis 1857. Von 1858 bis 1860 leitete er das „Oak Grove Seminary and Commercial College“ in Vassalboro. Von 1860 bis 1879 war er Rektor der „Meeting School“ (später umbenannt in „Moses Brown School“) der Society of Friends in Providence, Rhode Island. Zunächst war seine Frau Eliza seine Stellvertreterin, nach dem Tod ihrer Tochter 1863 erlitt sie jedoch einen gesundheitlichen Zusammenbruch und schied aus diesem Amt aus. 1873 bis 1879 war sein Bruder Alfred Homans sein Stellvertreter, seine Schwester Rebecca Howland war von 1863 bis 1879 Leiterin der Mädchenabteilung.
1879 wurde Albert Keith Smiley von Präsident Rutherford B. Hayes als Mitglied des United States Board of Indian Commissioners berufen, das die Bundesregierung zur Politik bezüglich der amerikanischen Ureinwohner beriet und die Erfüllung der vertraglichen Verpflichtungen sicherstellte.
1888 war er im 17. Kongresswahlbezirk des Bundesstaates New York Kandidat der Prohibition Party für das Repräsentantenhaus der Vereinigten Staaten. Er unterlag mit 1.420 Stimmen dem Republikaner Charles J. Knapp mit 21.826 Stimmen und dem Demokraten Frank N. Gilbert mit 20.217 Stimmen.
1889 wurde er Vorsitzender eines Komitees, das in Kalifornien Land für die „Mission Indians“ finden sollte und 1891 den „Smiley Commission Report“ mit entsprechenden Vorschlägen veröffentlichte.

### Konferenzen im Mohonk Mountain House
1869 entdeckte sein Bruder Alfred Homans Smiley bei einem Ausflug in der Nähe von New Paltz am Lake Mohonk in den Shawangunk Mountains im Ulster County, New York eine Taverne, dessen Lage ihm gefiel. Albert Keith Smiley kaufte das Gasthaus und ungefähr 110 Hektar umliegendes Land für etwa 28.000 US-Dollar aus Ersparnissen, einem Bankdarlehen und einem Beitrag seiner Frau. Nach einem ersten Ausbau wurde es 1870 eröffnet. Das Mohonk Mountain House gehört zum Minnewaska State Park Preserve und ist bis heute im Besitz der Familie Smiley. Der vierte dort errichtete „Sky-Top-Tower“ wurde 1923 als „Albert K. Smiley Memorial Tower“ eingeweiht.
Im Mohonk Mountain House fand im Oktober 1883 auf Initiative von Albert Keith Smiley und mit Unterstützung durch seinen Halbbruder Daniel Smiley die erste der bis 1916 jährlich durchgeführten „Lake Mohonk Conference of the Friends of the Indian“ statt. Der Umfang dieser Konferenzen wurde 1904 erweitert, um auch die Situation anderer ethnische Minderheiten wie der Afroamerikaner und Einwanderern von den Philippinen, aus Puerto Rico und aus Hawaii zu berücksichtigen. Der Name wurde zu „Lake Mohonk Conference of Friends of the Indian and Other Dependent Peoples“ erweitert.
Ab 1890 fand nach einer Anregung des ehemaligen Präsidenten Rutherford B. Hayes eine jährliche „Mohonk Negro Conference“ statt.
Im Juni 1895 fand ebenfalls auf Initiative von Albert Keith Smiley und mit Unterstützung seiner Frau die erste Lake Mohonk Konferenz zur Internationalen Schiedsgerichtsbarkeit zur Förderung der internationalen Schiedsgerichtsbarkeit statt. Bis 1916 fanden insgesamt 22 Konferenzen statt.

### Redlands
Als Alfred Homans Smiley wegen seines Rheumas ein Winterquartier suchte, ging er 1889 zu seinem Sohn Frederick nach Redlands in Kalifornien und überzeugte Albert Keith Smiley, ihm zu folgen. Auf einem Gelände von 200 Hektar mit Buschwerk ließen sie durch den Landschaftsarchitekten Franz Philip Hosp den botanischen Garten „Canyon Crest Park“ errichten. Der Park ist heute nicht mehr vorhanden, an dem über einen Kilometer langen Smiley Heights Drive stehen einige Häuser.
Die 1894 in Redlands vor allem durch Initiative von Alfred Homans Smiley gegründete und in einem früheren Y.M.C.A.-Gebäude untergebrachte öffentliche Bibliothek wurde nach Bereitstellung eines Baugrundes und der Finanzierung durch Albert Keith Smiley 1898 als „A. K. Smiley Public Library“ eingeweiht. Die Bibliothek wurde 1976 mit der Nummer 76000513 in das National Register of Historic Places aufgenommen.
Albert Keith Smiley wurde 1908 durch den Friedensaktivisten Samuel Train Dutton für den Friedensnobelpreis vorgeschlagen.
Er starb am 2. Dezember 1912 in Redlands. Er wurde auf dem Poughkeepsie Rural Cemetery im Dutchess County beerdigt. Seine Frau starb am 17. Januar 1913 und wurde ebenfalls dort beerdigt.
Das 1944 erbaute Liberty-Schiff SS Albert K. Smiley wurde nach ihm benannt.